# Robyn Erbesfield
Robyn Erbesfield (Atlanta, 8 de agosto de 1963) es una deportista estadounidense que compitió en escalada, especialista en la prueba de dificultad.
Ganó tres medallas en el Campeonato Mundial de Escalada entre los años 1991 y 1995.

## Palmarés internacional
| Campeonato Mundial | Campeonato Mundial   | Campeonato Mundial | Campeonato Mundial |
| Año                | Lugar                | Medalla            | Prueba             |
| ------------------ | -------------------- | ------------------ | ------------------ |
| 1991               | Fráncfort (Alemania) | Medalla de bronce  | Dificultad         |
| 1993               | Innsbruck (Austria)  | Medalla de plata   | Dificultad         |
| 1995               | Ginebra (Suiza)      | Medalla de oro     | Dificultad         |